# Yeo Seo-jeong
Yeo Seo-jeong (Yongin, 20 febbraio 2002) è una ginnasta sudcoreana, vincitrice della medaglia di bronzo al volteggio alle Olimpiadi di Tokyo 2020.